# ديريك ستوكس
ديريك ستوكس (بالإنجليزية: Derek Stokes)‏ هو لاعب كرة قدم بريطاني في مركز الهجوم، ولد في 13 سبتمبر 1939 في نورمانتون ‏ في المملكة المتحدة. لعب مع برادفورد سيتي ونادي دوندالك وهدرسفيلد تاون.